# Franz Grill
Pour les articles homonymes, voir Grill et Grill (homonymie).
Franz Grill (né vers 1756 et mort à Ödenburg le 18 août 1792) est un compositeur autrichien de la période classique, exact contemporain de Mozart. Il laisse essentiellement de la musique pour piano et de la musique de chambre.

## Éléments biographiques
Bien que connu comme compositeur de musique de chambre et de piano à la fin du XVIIIe siècle, on sait peu de chose sur la vie de Franz Grill, seulement qu'il n'est pas d'origine hongroise. Ses origines précises et même sa date de naissance n'ont encore pu être déterminées jusqu'à aujourd'hui. On sait seulement, par son épitaphe retrouvée dans le registre d'état civil à la l'église Saint-Georges de Sopron, qu'il avait 36 ans à son décès.
Sur la foi d'une lettre de Paul Wranitzky figure centrale à Vienne, on sait qu'il occupait, dans la ville de Sopron, non loin de Vienne et d'Esterháza, un emploi de maître d'hôtel et de valet de chambre, au service du comte Comte Ferenc Széchenyi, fondateur du Musée national et de la Bibliothèque Nationale hongroise.
Il a séjourné un temps à Vienne à la fin des années 1780 et y a découvert les œuvres de Mozart dont l'opus 7 est notablement inspiré.

## Œuvres
Sa musique de chambre est formée au langage de Joseph Haydn et Mozart. Ses mélodies sont accrocheuses et construites d'un habile contrepoint en tout point similaires aux contemporains Joseph Bengraf, Franz Anton Hoffmeister ou Paul Wranitzky.
La mort précoce et son emploi à Sopron (Ödenburg), petite ville de province a empêché une plus large diffusion et un impact durable de ses compositions. Mais il ne faut pas sous-estimer sa popularité, car on trouve des copies de ses partitions aussi bien à Vienne qu'à Munich, Berlin, Paris, Bruxelles et Londres, et jusque Naples, Oslo, Copenhague et Uppsala.
La quasi-totalité des œuvres qui ont survécu tiennent dans une période restreinte de 1789 (date de la première publication chez Hoffmeister) à 1791.

### Musique de chambre
- Opus 1 3 sonates pour violon et piano
- Opus 2 3 sonates pour violon et piano Ces opus ont été publiés Franz Anton Hoffmeister sous le titre de Six Duos concertants
- Opus 3 3 quatuors à cordes. Dédiés à Joseph Haydn (éd. André à Offenbach)
- Opus 4 3 sonates pour violon et piano
- Opus 5 3 quatuors à cordes (éd. André à Offenbach)
- Opus 6 3 sonates pour violon et piano
- Opus 7 6 quatuors à cordes (pub. 1791, éd. André à Offenbach)

1. no 1 en ut majeur
2. no 2 en mi bémol majeur
3. no 3 en si bémol majeur
4. no 4 en sol mineur
5. no 5 en ré majeur
6. no 6 en la majeur

- Deux cycles de 12 menuets
- Danses Allemandes

### Piano
- Rondeau et Final en ut dièse (Manuscrit)
- Caprice. Dédié à la Comtesse de Szluha.

## Discographie
- Six Quatuors opus 7 - Quatuor Festetics (juin 2000 - Hungaroton HCD 31944)